# Burak Bedikyan
Burak Bedikyan is een Turkse jazzpianist en -componist.

## Biografie
Bedikyan is "een Turk van Armeense afkomst". Hij was al vroeg geïnteresseerd in hedendaagse klassieke muziek. Vanaf 1996 studeerde hij bij pianist Aydin Esen.
Van Bedikyan zijn inmiddels drie albums verschenen op SteepleChase Records. De eerste plaat, Circle of Life, was een opname met een kwartet met Chris Potter (sax), Peter Washington (bass) en Bill Stewart (drums) en bevatte naast covers twee nummers van eigen hand.

## Discografie

### Als leider/co-leider
| Jaar | Titel          | Label        | Bezetting/Opm.                                                                             |
| ---- | -------------- | ------------ | ------------------------------------------------------------------------------------------ |
| 2014 | Circle of Life | SteepleChase | Kwartet, met Chris Potter (sax), Peter Washington (bass), Bill Stewart (drums)             |
| 2015 | Leap of Faith  | SteepleChase | Kwartet, met Chris Cheek (tenorsax, sopraasax), Ron McClure (bass), Billy Drummond (drums) |
| 2016 | Awakening      | SteepleChase | Kwartet, met Loren Stillman (altsax), Ugonna Okegwo (bass), Donald Edwards (drums)         |

### Als 'sideman'
| Jaar  | Leider       | Titel    | Label   |
| ----- | ------------ | -------- | ------- |
| 2012* | Bora Celiker | Borabook | Equinox |
| 2014* | Ferit Odman  | Nommo    | Equinox |